# Mercedes (departement)
Mercedes is een departement in de Argentijnse provincie Corrientes. Het departement (Spaans:  departamento) heeft een oppervlakte van 9.588 km² en telt 39.206 inwoners.

## Plaatsen in departement Mercedes
- Jofré
- Mercedes
- Mariano I. Loza
- Naranjito